# Diiode
Ne doit pas être confondu avec Diode.
Cet article concerne le corps simple I2. Pour l'élément chimique, voir Iode.
Le diiode (symbole I2) est une molécule composée de deux atomes d'iode liés entre eux. Dans les conditions normales de température et de pression, le diiode est à l'état solide. Contrairement à une idée largement répandue, il ne sublime pas à ces conditions, mais fond à 113,7°C puis s'évapore à 184,4°C produisant une épaisse fumée violette. C'est un produit irritant qui doit être manipulé avec précaution.
Le diiode est l'oxydant du couple I2 / I−. C'est d'ailleurs le couple mis en jeu lors de sa réaction (violente) avec l'aluminium ou le potassium. Ce couple permet aussi de fabriquer du diiode à partir d'un oxydant et de l'ion iodure.
En dissolvant du diiode et de l'iodure de potassium dans l'eau, on obtient la solution de lugol (eau iodée). Cette solution contient des ions polyiodure dont le plus simple est le triiodure I3−.
En dissolvant du diiode dans l'éthanol, on obtient de la teinture d'iode qui est un antiseptique. Il permet en outre de mettre en évidence l'amidon. En effet, la teinture d'iode forme un complexe bleu foncé avec l'amidon. De façon générale, les solutions de diiode dans un solvant oxygéné sont brunes et celles dans un solvant non oxygéné sont de couleur violette. Cette mise en évidence peut aussi être effectuée en mettant le composé à marquer en contact avec du diiode gazeux.

## Images
|  |  |  |